# Muerte en la literatura infantil
La idea de la muerte en la literatura infantil ha cambiado a lo largo de la historia, ya que tanto la esperanza de vida ha aumentado, como la moral y las creencias de la sociedad y en los niños han cambiado.

## Inicios
Hasta aproximadamente el siglo XVII, había muy poca literatura escrita específicamente para niños.  La narración oral y la música aceptaron la muerte como una cuestión de hecho tanto para niños como para adultos. Dado que las tasas de mortalidad infantil eran mucho más altas que entonces, el tema no era tabú. La restauración de la vida, la vida como preparación para la muerte, la muerte como una forma de sueño, la inmortalidad, los animales que se sacrifican por los humanos, el amor como conquistador de la muerte y los objetos inanimados que cobran vida fueron temas comunes.
Algunos ejemplos del enfoque cambiante de la muerte incluyen: El Árbol del Enebro, de los Hermanos Grimm, en el que un niño es asesinado por su madrastra, pero regresa como un pájaro y la mata. El pájaro vuelve a ser un niño y se reúne con su padre y su hermana. La madrastra, sin embargo, no vuelve a la vida.

### Lección de moral
La serie de libros de hadas de Andrew Lang contiene numerosas historias con referencias a la muerte. En un caso, se alienta al lector a vivir una vida buena o "perfecta" para poder ir al Cielo después de la muerte. En otros, tanto los animales como los humanos ganan la inmortalidad. Ya es evidente el concepto de que las personas malas se quedan muertas y buenas, las personas amorosas vuelven a la vida. Un ejemplo más conocido es la Bella Durmiente, en la cual la muerte de un personaje es solo un sueño que es conquistado por el amor. Estos temas también se ven en la historia eslava Firebird y las versiones vueltas a contar de Le Morte d'Arthur por William Caxton y Robin Hood por Howard Pyle.
La fe es también un factor en la vida y la muerte. Un ejemplo bien conocido es el de Pilgrim's Progress, de John Bunyan, escrito originalmente para niños. La vida es un viaje de fe que terminará en las puertas del cielo. Aquellos que hayan vivido una buena vida (en este caso cristiana), entren. En la Sirenita original de Hans Christian Andersen, el personaje debe soportar un viaje, sufrimiento y finalmente la muerte de los demás, después de lo cual es recompensada con un alma inmortal. Las Fábulas de Esopo también contienen tales referencias tanto en las versiones escritas exclusivamente para adultos como para las de niños y adultos.

### Principios del humor
A menudo, la muerte ha sido objeto de bromas, como en las diversas versiones de The Yellow Ribbon, en la que una niña lleva una cinta amarilla alrededor del cuello y un niño le pregunta sobre ello, pero ella lo descalifica. Los dos crecen juntos y se casan. El marido a menudo pregunta sobre la cinta, pero ella sigue haciendo caso omiso del tema como "no importante" o "no es el momento adecuado". Finalmente, cuando son muy viejos, ella consiente que él desate la cinta, y su cabeza se cae al suelo.
En Las aventuras de Alicia en el país de las maravillas, Alicia bromea diciendo que si se cae y muere, será "una historia para contar en casa". También está la historia de Mamá Oca en la que Humpty Dumpty cae y muere, porque es un huevo que se rompe y no puede reconstruirse.

### Enfoque científico
Más tarde, este enfoque filosófico o espiritual sería reemplazado por un enfoque más científico en el que se niega la ilusión de la muerte como una forma de sueño y se habla sobre la descomposición de los cuerpos.  Este punto de vista puede haberse popularizado por las creencias puritanas de que la muerte era un castigo por el pecado. A favor de este argumento se encontrarían los textos como los de James Janeway Token for Children: una cuenta exacta de la conversión, vidas santas y ejemplares y muertes alegres de varios niños pequeños. Mientras la vida todavía se muestra frágil, se enfatiza la importancia de la salvación más que en alternativas fantásticas de renacimiento en animales, inmortalidad y similares. 
La obra de Louisa May Alcott, Mujercitas alude a la historia de El progreso del peregrino de John Bunyan al mismo tiempo que muestra a los personajes -incluido uno que muere- en un viaje por la casa.  Ya en esta historia puede verse que las opiniones van cambiando a medida que la muerte se vuelve un tema menos diario en la sociedad.

## DelsigloXXal presente

### La muerte como trama
La muerte se convierte en un motor de trama en este siglo, como en A Little Princess y El jardín secreto de Frances Hodgson Burnett. Los padres de Sarah Crewe mueren y ella es enviada a un orfanato. Los padres de Mary Lennox son asesinados y ella es enviada a vivir con su tío, quien todavía está de luto por su esposa y no está dispuesto a conocer a su hijo por temor a que él también muera. En Bambi, el punto focal de la historia es la supervivencia del personaje principal a través del sacrificio de su madre.
En estos ejemplos, la muerte se trata de manera mucho más sutil, aludida como algo que sucedió anteriormente, no como algo sobre lo que hablar abiertamente con los niños. En 1958, Margaret Wise Brown publicó The Dead Bird, un sencillo libro ilustrado en el que los niños encuentran un pájaro muerto. Pocos años después, los niños escuchan sobre las muertes en la Guerra de Vietnam y diversos asesinatos de políticos. Estos eventos históricos pueden haber tenido un efecto sobre por qué algunos padres y educadores ahora están de acuerdo en que la muerte es un "hecho de la vida" aceptable para los niños. Al mismo tiempo, el tratamiento frío e impersonal de la muerte comienza a desaparecer en favor de los temas previos de una buena vida, el amor superando la muerte, la inmortalidad, los objetos inanimados teniendo u obteniendo vida, sacrificando la vida por los demás y otras morales semejantes o temas "edificantes". Aun así, incluso en los libros relacionados con la muerte publicados en los años 1970 y 1980, de los sentimientos sobre la muerte se habla con los niños tan solo un 35% del total.

### Continuación
En The Giving Tree, de Shel Silverstein, un árbol se sacrifica por un niño al que ama. Más tarde el niño regresa como un anciano al tocón del árbol y los dos se confortan mutuamente. En Charlotte's Web de E. B. White, el cerdo Wilbur tiene miedo a la muerte y la araña, Charlotte, se pasa la vida creando mensajes en su red para salvarlo. Cuando muere, "ella vive a través de sus 500 hijos" y por el amor de Wilbur.  En El león, la bruja y el armario, de C. S. Lewis, una alegoría de la creencia cristiana en Jesús, el león Aslan se sacrifica por los niños Pevinsey y más tarde resucita a tiempo para vencer a la Bruja Blanca. En Tuck Everlasting, de Natalie Babbitt, los Tucks tienen la fuente de la eterna juventud, pero Winnie Foster elige no participar en esta "vida sin muerte" . El personaje de Katherine Paterson, Jess en Un puente hacia Terabithia, está confundido por la muerte accidental de su amiga Leslie. En A Taste of Blackberries, de Doris Buchanan Smith, un niño muere a causa de una reacción alérgica. En Admission to the Feast por Gunnel Beckman, y en Kira-Kira de Cynthia Kadohata, un joven personaje muere de cáncer. En La décima buena cosa sobre Barney de Judith Viorst, lo último bueno sobre el gato muerto, Barney, es que su cuerpo en descomposición ayuda a las flores a crecer, una especie de "inmortalidad natural".

### Introducción del concepto de muerte
La muerte de animales con o sin personalidades humanas es una forma popular de presentar el tema a los niños más pequeños. La muerte de un animal o un objeto inanimado, como una planta, representó el 2% de las muertes en literatura para niños de entre tres y ocho años escritos en los años 70 y 80. En Hemer's Not Just a Fish, el pez de una niña muere y la niña trata con su dolor y la simpatía e indiferencia de los demás. Este libro en realidad muestra una nueva tendencia que existe en la sociedad: los adultos ignoran o desconocen el dolor de los niños.
En Tough Boris de Fox, un personaje que aparecía como un pirata rudo e intrépido está desconsolado cuando su loro muere. En La décima cosa buena de Viorst sobre Barney, se desafía a un niño a pensar en cosas buenas sobre una mascota perdida llamada Barney, mientras él y su familia se preparan para las actividades conmemorativas.
El uso de animales permite a los autores abordar el tema del reemplazo un ser querido, como en Charlotte's Web, cuando el recuerdo de Charlotte perdura en sus hijos. Se ven más ejemplos en The Yearling de Marjorie Kinnan Rawlings, The Black Stallion de Walter Farley, Old Yeller de Fred Gipson y Where the Red Fern Grows de Wilson Rawls.
Una idea para proteger a los niños de la muerte es que con la llegada de la medicina moderna y las actitudes más evolucionadas en la familia, la muerte está más alejada de nuestras vidas que nunca. Por ejemplo, en My Grandson Lew de Zolotow , una madre debe admitir ante su hijo de seis años que su abuelo y tocayo murió y ella no se lo había contado hasta ese momento.
Además de los ejemplos anteriores,hay enfoques científicos disponibles para niños en formato de libros de trabajo, por ejemplo: Ellos son parte de la familia: Barklay y Eva hablan con los niños acerca de la pérdida de mascotas y Despedirse de su mascota: los niños pueden aprender a sobrellevar la pena.
Las perspectivas religiosas aún juegan un papel en el tratamiento de la muerte. Se estima que el 40% de la literatura para niños de 3 a 8 años escrita en los años setenta y ochenta tenía indicios de creencias religiosas. Además, mientras que solo el 16% incluía la afirmación de esas creencias, ninguna las desaprueba. En un caso, un texto incluso fue criticado por ser demasiado vago en su descripción del aspecto religioso de la muerte: algunos lectores se ofendieron por ¿Qué paraiso? de Maria Shriver porque no mencionaba específicamente a Jesús y porque no se detenía en si todos iban al cielo. El libro ¿Qué es la muerte? de Boritzer, publicado apenas un año después, parece ser una especie de respuesta a este problema, ya que muestra una variedad de opiniones sobre la muerte. La falta de detalles no parece afectar a la popularidad de Lifetimes: Una hermosa forma de explicar la muerte de los niños de Mellonie e Ingpen. La universalidad de la muerte es un tema en The Big Wave de Pearl S. Buck y The Fall of Freddie the Leaf de Leo Buscaglia.
Un estudio de 110 libros escritos en los años 1970 y 1980 para niños de 3 a 8 años concluyó que el 85% eran ficción, y en el 80% de los libros la información sobre la muerte se consideraba correcta y la muerte se presentaba como algo definitivo. En solo el 28% de los libros, la muerte se consideraba inevitable. En el 72% que incluía detalles físicos de la muerte, el entierro era el tema mencionado con mayor frecuencia. Después, los temas con mayores probabilidades de ser mencionados (en orden) eran los cadáveres, una completa falta de detalles físicos, ataúdes y la funeraria. Otros identificadores como la lápida, la donación de órganos, el depósito de cadáveres, el forense, los registros de defunción y/o leyes, tumbas o cementerios, el embalsamamiento y la autopsia se mencionaban muy raras veces.
Mientras que "la vida después de la muerte" es solo el tema del 31% de los libros escritos para niños de 3 a 8 años que incluyeron la muerte entre 1970 y 1989, el enfoque de la "memoria continua" como método de inmortalidad se ve en muchos textos, tal como La Décima Buena Cosa Sobre Barney, mencionado anteriormente. En Dusty Was My Friend, de Clardy, un niño muere en un accidente automovilístico y la familia comparte sus experiencias y recuerdos para continuar con la vida. En Mick Harte Was Here, de Barbara Park, una niña pierde a su hermano en un accidente de bicicleta porque no llevaba el casco puesto, así que su misión se convierte en recordarle a la gente que use cascos. En Badger's Parting Gifts, de Varley, un viejo tejón sabe que va a morir y se preocupa por darle a sus amigos recuerdos especiales para que lo recuerden.

### Enfoque realista
Desde la década de 1960, la literatura para niños es cada vez más realista y "orientada a los problemas", por lo que la muerte es solo uno de los muchos temas abordados. Por ejemplo, La muerte no es orgullosa de John Gunther es más realista que muchos de los textos relacionados con la muerte escritos anteriormente.
Algunos estudios han demostrado que hay factores de género que afectan la forma en que los personajes reaccionan ante la muerte y las experiencias que tienen. Según el artículo Who Dies and Who Gries, de Moore y Mae, los hombres son más propensos a no mostrar signos visibles de dolor, mientras que las mujeres son más propensas a expresar dolor, especialmente a llorar. Los hombres son un poco más propensos a mostrar ira y ambos tienen la misma probabilidad de retirarse socialmente al principio de la muerte de alguien cercano. Además, en ambos casos, es menos probable que el duelo dure un plazo largo. Esto se puede ver en detalles gráficos de las muertes representadas en textos dirigidos a hombres como en Mi hermano Sam está muerto de James Lincoln Collier.
En la literatura para niños de 3 a 8 años, escrita en los años 70 y 80, donde alguien moría, el 51% de las muertes fueron de adultos, el 28% eran de animales o plantas y solo el 9% eran de niños. De los adultos que murieron, el 91% tenían "edad de abuelo" y el 9% tenían "edad de padre". Sin embargo, cuando los niños morían tenían más probabilidades de estar en la escuela primaria (67%) que en la secundaria (33%). De las muertes descritas, el 74% eran parientes, frente al 21% que no lo eran. La proporción del género de la persona que muere es aproximadamente igual masculino que femenino. A menudo, el lugar o la causa de la muerte no se menciona (42% y 49%, respectivamente). Aunque se estima que al menos la mitad de las muertes reales ocurren en un hospital u hogar de ancianos, los hospitales fueron la ubicación de solo el 12% de las muertes en los libros estudiados. Enfermedades cardíacas o neumonía, accidentes y vejez fueron las causas más probables, mientras que cambios estacionales, suicidio y guerra sumaban tres muertes.